# Beata Świecka
Beata Anna Świecka (ur. 1 lipca 1972 w Szczecinku) – doktor habilitowana nauk ekonomicznych, specjalistka w zakresie finansów i bankowości, nauczyciel akademicki

## Wykształcenie
W latach 1991–1996 studiowała na Uniwersytecie Szczecińskim. Studia ukończyła z wyróżnieniem z dyplomem magistra ekonomii. W 1998 otrzymała stopień doktora nauk ekonomicznych za rozprawę Dostosowanie polskiej bankowości komercyjnej do standardów Unii Europejskiej. W 1999 otrzymała medal Amicus Scientiae et Veritatis przyznany przez Szczecińskie Towarzystwo Naukowe za badania nad wdrażaniem elektronicznej bankowości w instytucjach polskiego rynku finansowego.
W 2009 opublikowała rozprawę habilitacyjną na temat Niewypłacalność gospodarstw domowych. Przyczyny – skutki – przeciwdziałanie i w 2010 otrzymała stopień doktora habilitowanego nauk ekonomicznych.

## Działalność naukowo-dydaktyczna
W 1996 rozpoczęła pracę na Wydziale Transportu i Łączności Uniwersytetu Szczecińskiego (od 1999 Wydziale Zarządzenia i Ekonomiki Usług). W 1997 została konsultantem w Centrum Konsultingu i Szkoleń w Szczecinie, od 1998 do 2004 była kierownikiem modułów finansowych w Master of Business Administration, w Zachodniopomorskiej Szkole Biznesu.
W 2004 została członkiem Polskiego Stowarzyszenia Finansów i Bankowości, a w 2005 SUERF (Societe Universitaire Europeenne de Recherches Financieres) – The European Money and Finance Forum. W latach 2010-2014 była zatrudniona w Wyższej Szkole Ubezpieczeń w Krakowie.
Zainteresowania naukowe skupiają się w obszarach: finanse gospodarstw domowych, zachowania gospodarstw domowych na rynku finansowym, bankructwa gospodarstw domowych, racjonalność decyzji finansowych, innowacje finansowe, usługi finansowe, bankowość detaliczna, bankowość elektroniczna, bankowość internetowa, karty płatnicze.

## Wybrane publikacje
- Beata Świecka: Niewypłacalność gospodarstw domowych. Przyczyny – skutki – przeciwdziałanie. Warszawa: Difin, 2009. ISBN 978-83-7641-070-8. Brak numerów stron w książce
- Beata Świecka: Detaliczna bankowość elektroniczna. Warszawa: CeDeWu, 2007. ISBN 978-83-60089-75-0. Brak numerów stron w książce
- Beata Świecka: Bankowość elektroniczna. Warszawa: CeDeWu, 2004. ISBN 83-87885-56-8. Brak numerów stron w książce
- Stanisław Flejterski, Beata Świecka: Finanse i bankowość : przewodnik do studiowania. Szczecin: "Economicus", 2004. ISBN 83-913327-5-6. Brak numerów stron w książce
- Stanisław Flejterski, Beata Świecka, Henryk Sawka: Rynek kart płatniczych : historia i perspektywy plastikowego pieniądza. Szczecin: Wydawnictwo Zachodniopomorskiej Szkoły Businessu, 1996. ISBN 83-85809-18-X. Brak numerów stron w książce
- Beata Świecka (red. nauk.): Bankructwa gospodarstw domowych. Perspektywa ekonomiczna i społeczna. Difin, 2008. ISBN 978-83-7251-918-4. Brak numerów stron w książce
- Beata Świecka (red. nauk.): Rynki finansowe w przestrzeni elektronicznej. Szczecin: Economicus, 2004. ISBN 83-913327-4-8. Brak numerów stron w książce
- Beata Świecka (red. nauk.): Nowoczesne technologie w sferze usług finansowych. Szczecin: Fundacja na rzecz Uniwersytetu Szczecińskiego, 2002. ISBN 83-914788-9-0. Brak numerów stron w książce
- praca zbiorowa pod red. Stanisław Flejterski, Beata Świecka: Elementy finansów i bankowości. Warszawa: CeDeWu, 2007. ISBN 97-88-375-5602-37. Brak numerów stron w książce